# Distrito de Lhuntse
El Distrito de Lhuntse es uno de los veinte distritos (dzongkhag) en que se divide Bután. Cubre un área de 2853,55 km² y albergaba una población de 27.800 personas en 2005. Su capital es Lhuntse. Ubicado en el noreste, Lhuntse es uno de los distritos menos desarrollados del país. Hay pocas carreteras, la primera gasolinera se inauguró en septiembre de 2005, la electricidad no está bien distribuida y la dificultad del terreno obstaculiza la disposición de asistencia social. A pesar de su clima favorable, la agricultura se ve entorpecida por la falta de infraestructura.

## Geografía

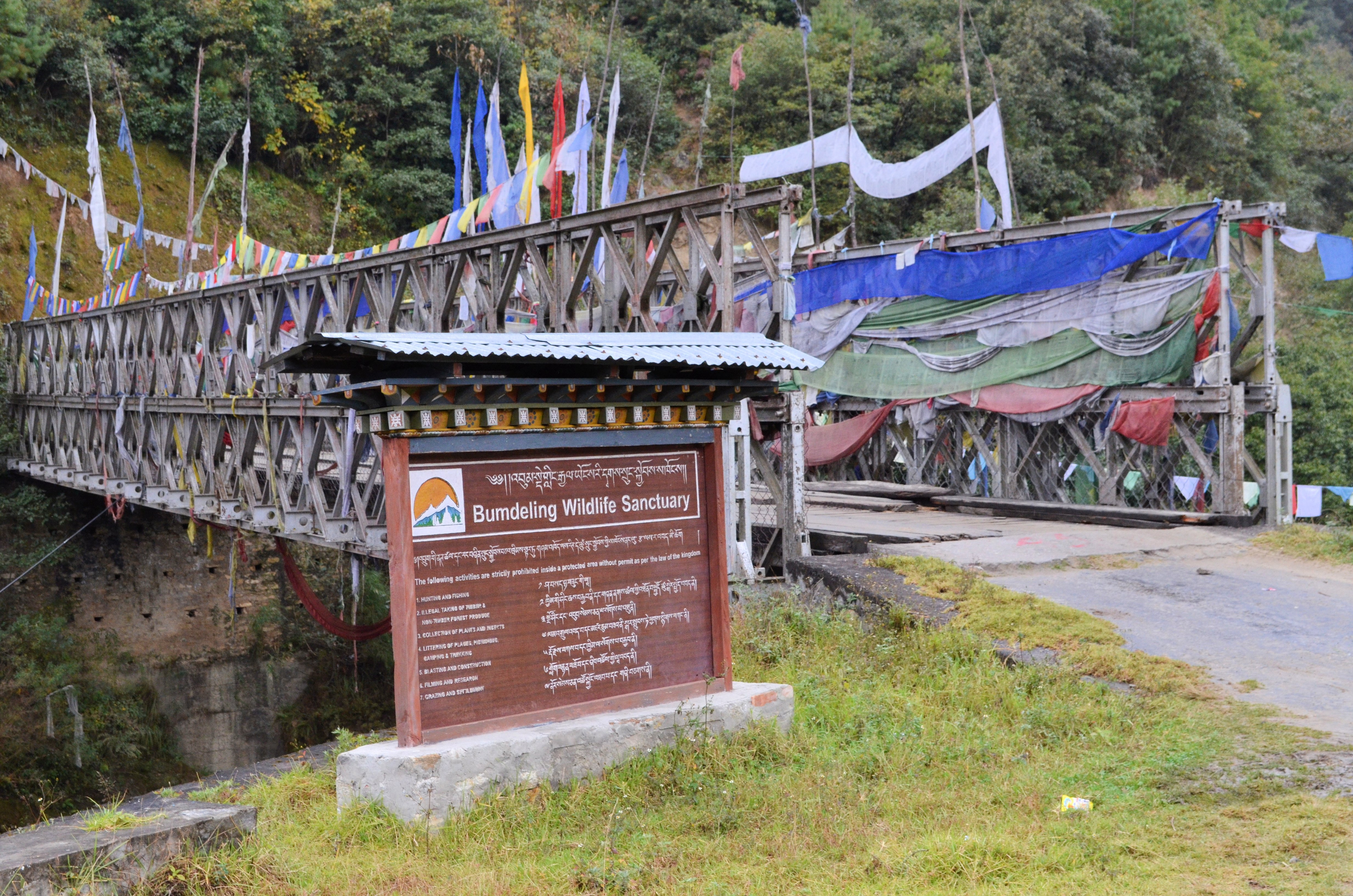
Entrada a la zona protegida de Bumdeling

El distrito limita con Bumthang en el oeste, Trashiyangtse en el este, Mongar en el sur y con China en el norte. El dzongkhag cubre un área de aproximadamente 2.853,55 kilómetros cuadrados con altitudes que oscilan entre los 600 y los 5800 metros sobre el nivel del mar. Cuenta con veranos cálidos e inviernos fríos. La temperatura media anual sube a 24 °C en la época estival y desciende a 15 °C en invierno. La precipitación anual varía de 1000 a 1500 mm.
La mayor parte del distrito de Lhuntse es parte de las áreas ambientalmente protegidas de Bután. El dzongkhag contiene partes del Parque Centenario de Wangchuck en el norte (los gewogs de Gangzur, Khoma y Kurtoe), el Parque nacional de Thrumshingla en el sur (los gewogs de Gangzur, Jarey y Metsho) y el Santuario de la naturaleza de Bumdeling en el este (los gewogs de Khoma y Minjay). Estos tres parques están conectados por corredor biológico que atraviesan las regiones central y sur del distrito.

## Economía

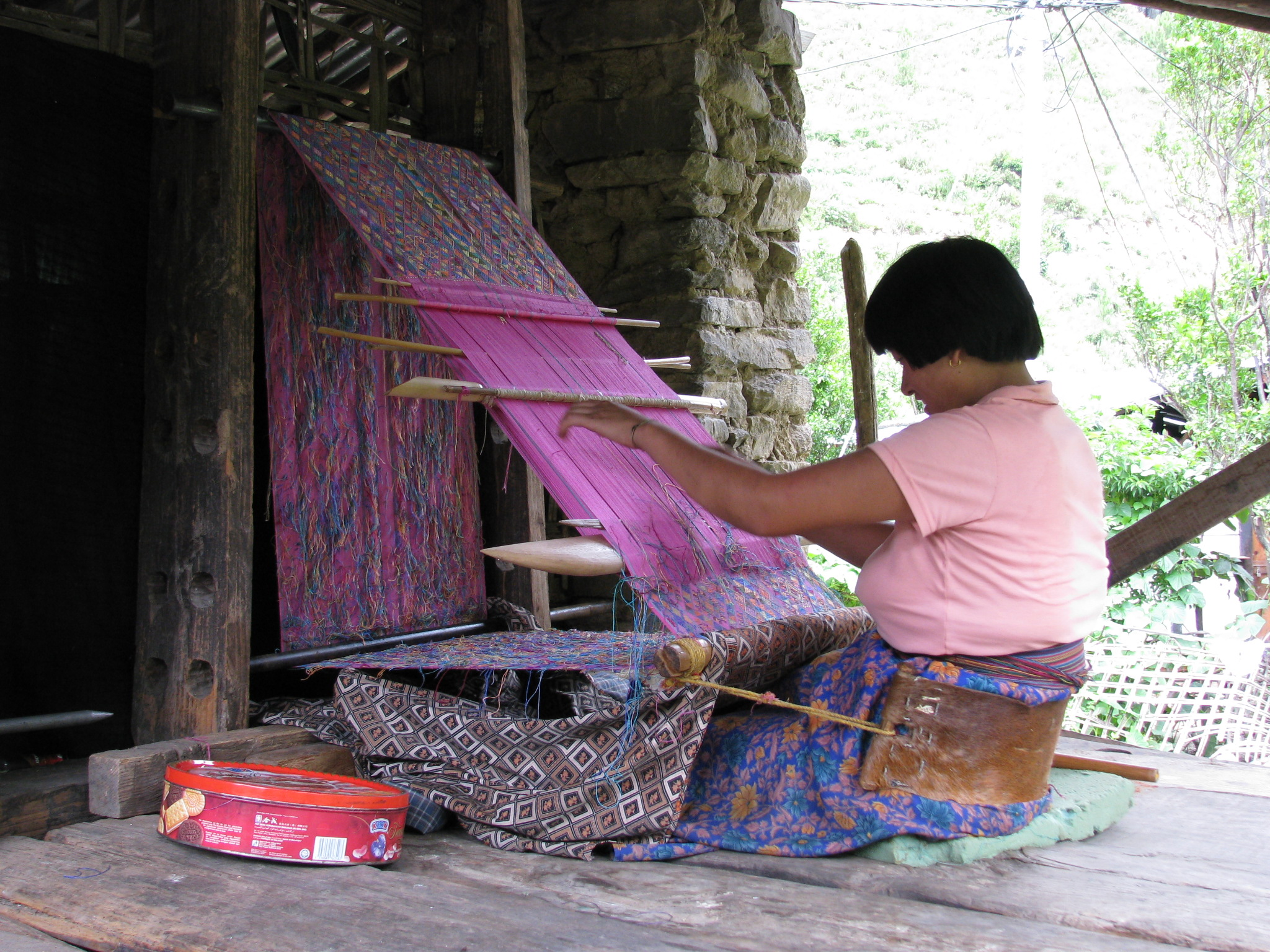
Una mujer tejiendo un Kishuthara

La región es productora textil, especialmente de Kishuthara, un tejido de seda con dibujos extremadamente intrincados realizados por las mujeres de la aldea de Khoma. Cuando no hay mucho trabajo en invierno, los agricultores, especialmente las mujeres, se dedican a tejer. En otros gewogs, como Minjey, Menbi y Tsenkhar también están involucradas en tejerlo. El Kishuthara más caro tarda casi un año en completarse debido a sus complicados patrones y diseño. El costo varía según la complicación del patrón, el diseño y la calidad de los brocados que se utilizan.
En 2016, un 55,5% de los empleos estaban relacionados con la agricultura. El cultivo más cosechado en 2016 fue el maíz, con una producción de 4369 kg en una superficie de 996,34 hectáreas, seguido del arroz, con 1840 kg producidos en 3570 hectáreas.
En 2017, 38 hoteles y restaurantes se encontraban en el distrito, además de 18 industrias. Ese mismo año, 385 turistas visitaron la región.

## Cultura

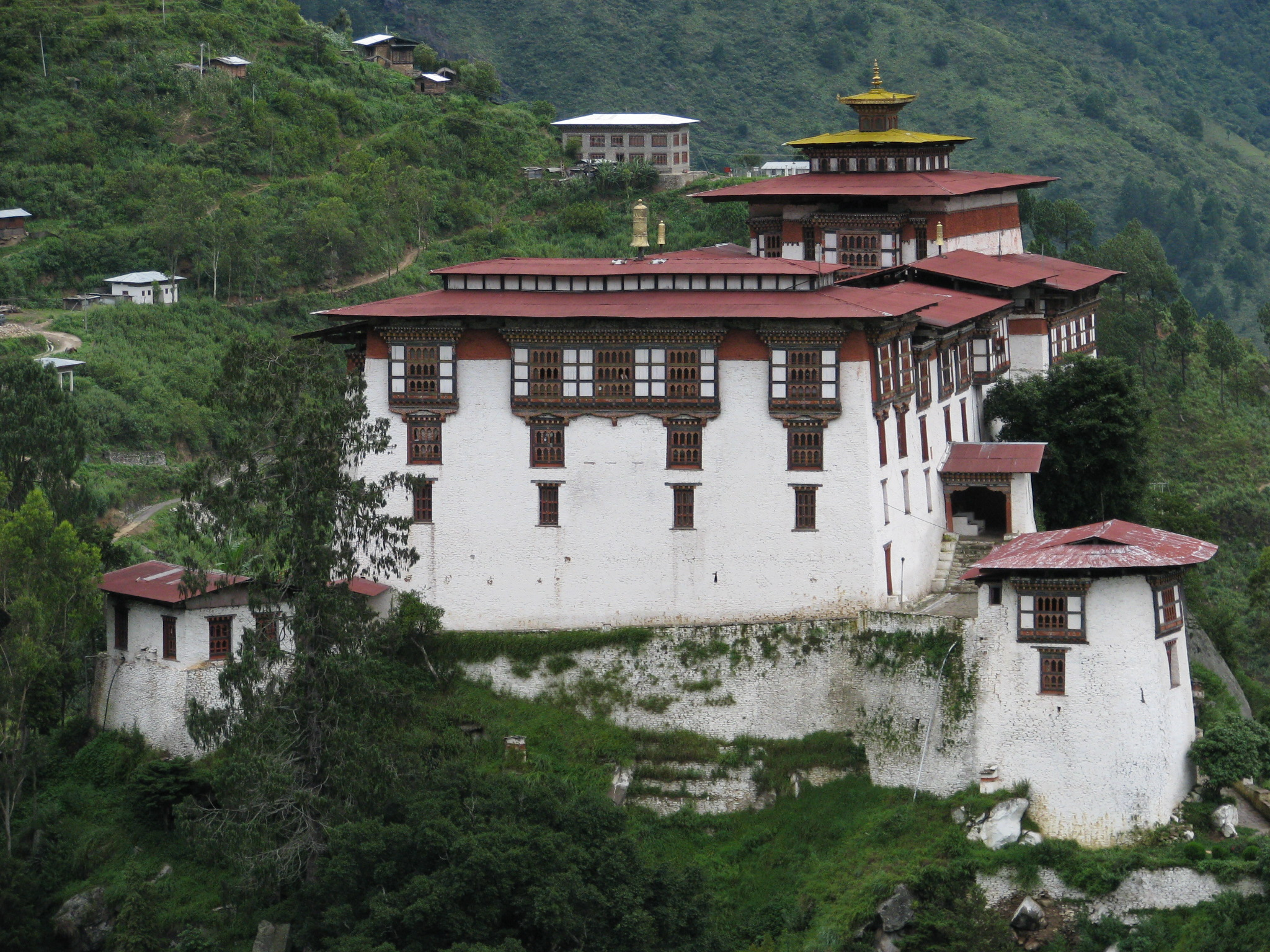
Vista trasera del Dzong de Lhuntse

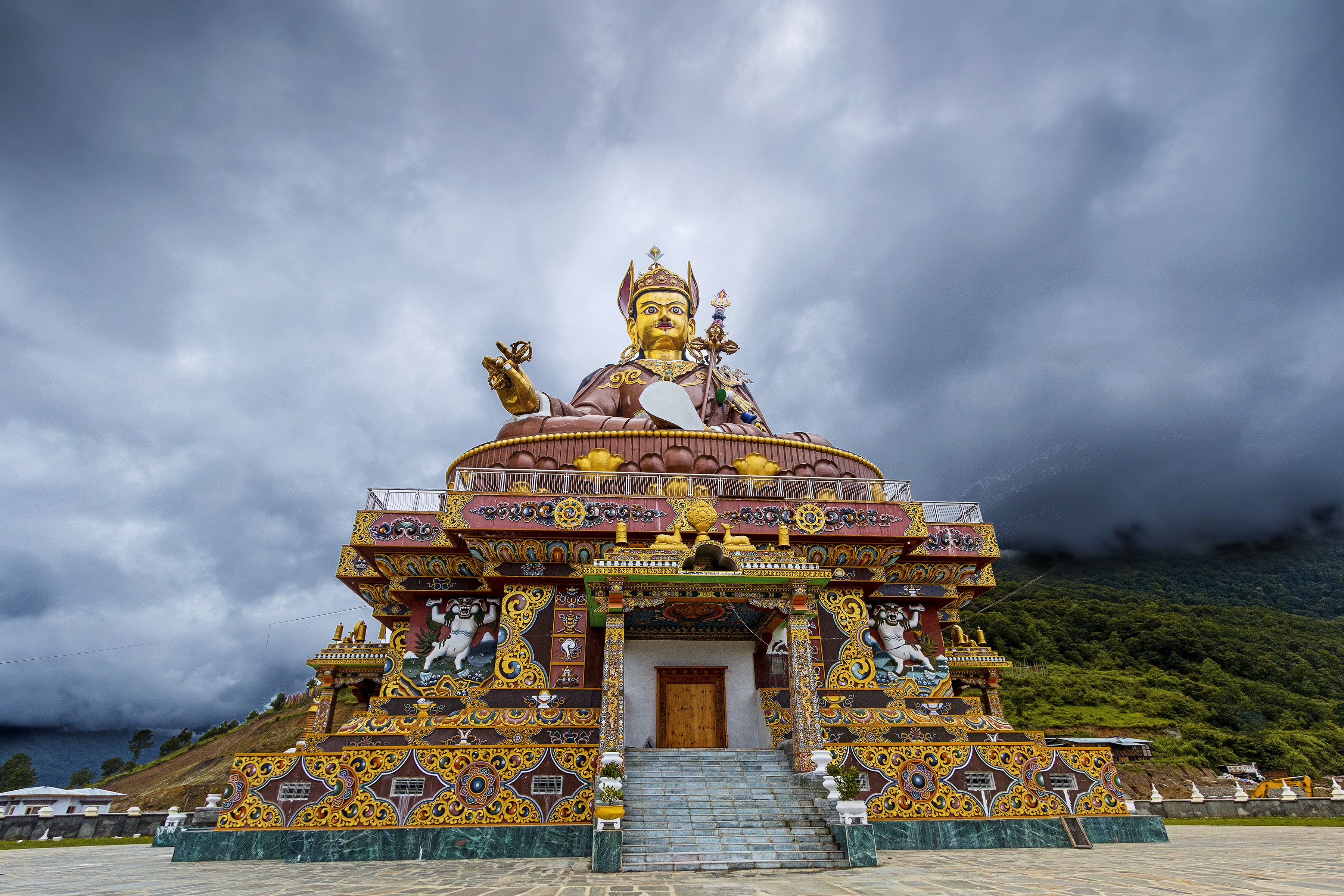
Estatua de Padmasambhava.

Lhuntse cuenta con un dzong y 123 Lhakhangs. Destaca por ser el lugar de origen ancestral de la familia real de Bután. Algunas de sus principales atracciones son las siguientes:
- El dzong de Lhuntse.
- La estatua de Guru Padmasambhava, ubicada en la montaña de Takila, es la más alta del mundo dedicada a este santo, con 53 metros de alto.[11]
- Dungkar Naktshang, cuna de la Dinastía Wangchuck.[12]
- El Kilung Lhakhang, un templo ubicado cerca del río Kuri Chhu.[13]

### Idiomas
En Lhuntse se habla una gran variedad de grupos lingüísticos. En el este, se habla Dzala, una perteneciente a las lenguas bódicas orientales. En el sur de Lhuntse, se habla Chocangacakha, una lengua hermana del Dzongkha. Las partes norte y oeste del distrito se conocen como la región de Kurtö, donde los habitantes hablan el idioma bódico oriental Kurtöp.

### Alcohol
La cultura oriental de Bután se distingue por su alto consumo de alcohol en relación con otras partes del país. Ara, el alcohol tradicional de Bután, se elabora con mayor frecuencia en los hogares con arroz o maíz, fermentado o destilado. Solamente se puede producir y consumir legalmente de forma privada. La producción de ara no está regulada en cuanto a método y calidad. Su venta ha sido prohibida en Bután y se aplica una severa represión. Sin embargo, debido a que este alcohol genera muchas más ganancias que otras formas de maíz, muchos agricultores butaneses han presionado para lograr una reforma legal. Mientras tanto, el gobierno de Bután tiene la intención de desalentar el consumo excesivo de alcohol, el abuso y las enfermedades asociadas a través de impuestos y regulaciones.

## Localidades
El distrito de Lhuntse está dividido en ocho localidades:
- Gangzur
- Jaray
- Khoma
- Kurtoe
- Menbi
- Metsho
- Minjay
- Tsenkhar